# Сольний альбом
Со́льний альбо́м (або соло-альбом (англ. Solo album)) — музичний альбом, випущений чинним або колишнім членом гурту окремо.
Концепція сольних альбомів виникла наприкінці 1940-х років, коли Маргарет Вайтінг, припинивши співпрацю з Capitol Records, почала готувати сольний альбом.

## Сольні виконавці
- Стінг (гурт «The Police»)
- Рінго Старр («The Beatles»)
- Грем Неш («The Hollies»)